# Белый Ручей (Белозерский район)
Белый Ручей — посёлок в Белозерском районе Вологодской области.
Входит в состав Енинского сельского поселения, с точки зрения административно-территориального деления — в Енинский сельсовет.
Расстояние по автодороге до районного центра Белозерска составляет 60 км, до центра муниципального образования посёлка Лаврово — 17 км. Ближайшие населённые пункты — Семкино, Угол, Средняя, Палкино.
Население по данным переписи 2002 года — 226 человек (106 мужчин, 120 женщин). Преобладающая национальность — русские (99 %).